# Micrambe vini
Micrambe vini là một loài bọ cánh cứng trong họ Cryptophagidae. Loài này được Panzer miêu tả khoa học năm 1797.